# Ustrój polityczny Indii
Indie są państwem demokratycznym o republikańskiej formie rządów, opartej na systemie westminsterskim.
Konstytucja Indii została uchwalona 26 listopada 1949 roku, weszła w życie 26 stycznia 1950 roku.
Indie są państwem federacyjnym z silną władzą centralną. Konstytucja wyraźnie rozgranicza kompetencje władz centralnych i lokalnych. Składają się z 28 stanów i 8 terytoriów związkowych (administracja wykonywana jest w nich bezpośrednio przez urzędników mianowanych i odwoływanych przez Prezydenta Indii).
Zgodnie z literą konstytucji, Indie są państwem świeckim, które gwarantuje podstawowe prawa człowieka: „sprawiedliwość (społeczną, ekonomiczną i polityczną), wolność (myśli, wypowiedzi, wierzeń, wiary i czci), równość (statusu i możliwości)”. Wyżej wymienione zasady nie zawsze są implementowane wobec głęboko zakorzenionych zwyczajów, wierzeń i praktyk społecznych.
Konstytucja zakłada podział na władzę: wykonawczą (prezydent i rząd, rządy stanowe), ustawodawczą (dwuizbowy parlament Indii, legislatury stanowe) oraz sądowniczą.

## Władza ustawodawcza
Parlament Indii składa się z izby niższej Lok Sabha (Izby Ludowej) i wyższej Rajya Sabha (Stanowej). Przerwy pomiędzy posiedzeniami nie powinny trwać dłużej niż sześć miesięcy.
Rajya Sabha składa się z nie więcej niż 250 deputowanych, wybieranych przez członków legislatur stanowych oraz 12 członków mianowanych przez prezydenta. Co dwa lata wymienia się 1/3 jej składu. Kadencja trwa 6 lat. Posiedzeniom Rajya Sabha przewodniczy wiceprezydent.
Lok Sabha składa się z nie więcej niż 552 posłów (obecnie liczy 543 posłów), z czego 530 wybieranych jest w wyborach bezpośrednich w stanach (wyjątek stanowi Sikkim, którego jedyny reprezentant jest wybierany przez zebranie ustawodawcze stanu), nie więcej niż 20 wybieranych jest w poszczególnych terytoriach, a 2 reprezentuje społeczność angloindyjską. Kadencja trwa 5 lat. Prezydent może rozwiązać Lok Sabha na wniosek premiera. Kadencja Lok Sabha może zostać wydłużona w okresie stanu nadzwyczajnego.
Czynne prawo wyborcze mają obywatele, którzy ukończyli 18 lat, z wyjątkiem Non-resident Indians – obywateli, którzy na stałe zamieszkują poza granicami kraju. Bierne prawo wyborcze przysługuje wszystkim obywatelom-rezydentom, którzy ukończyli 25 lat, w przypadku wyborów do Izby Ludowej (stanowego Zgromadzenia Ustawodawczego) i 30 lat w przypadku wyborów do Izby Stanowej (stanowej Rady Ustawodawczej) oraz złożyli pisemne oświadczenie przed przedstawicielem Komisji Wyborczej. Kandydaci muszą spełniać również dodatkowe wymagania określone uchwałą parlamentu lub legislatur stanowych.
Wybory do Izby Ludowej są powszechne, tajne, równe, bezpośrednie i proporcjonalne. Izbą kieruje marszałek (Speaker), którego decyzja w sprawie interpretacji procedur jest ostateczna. Może poprosić członka o rezygnację z mandatu poselskiego, może też zawiesić go w prawach posła. Jego ocena, czy dany projekt ustawy wchodzi w zakres ustawy finansowej jest również ostateczna. Decyzje, które podejmuje w związku z urzędem nie podlegają żadnemu sądowi.
Zgodnie z praktyką demokratyczną opozycja współuczestniczy w zarządzaniu parlamentem. Przewodniczącą Izby Ludowej (Speaker of Lok Sabha) jest członek partii rządzącej. Przewodniczy 5 stałym komitetom parlamentarnym. Zastępcą przewodniczącego Izby jest zwyczajowo (ale nie jest to określone w prawie) członek partii opozycyjnej. Jest on oficjalnie nazywany, na wzór brytyjski „liderem opozycji”.
Na szczeblu lokalnym funkcjonują parlamenty stanowe oraz rządy stanowe. W poszczególnych stanach parlamenty stanowe są dwuizbowe (stany: Andhra Pradeś, Karnataka, Tamil Nadu, Maharasztra i Uttar Pradeś) lub jednoizbowe (pozostałe stany). Stanowe zgromadzenia ustawodawcze liczą od 60 do 500 członków (druga izba, zwana Radą Ustawodawczą nie może liczyć więcej niż 1/3 liczby członków zgromadzenia). Stany i terytoria związkowe nie posiadają własnych konstytucji. Zakres kompetencji rządu centralnego i stanów określa Konstytucja Indii.

## Władza wykonawcza
Głową państwa jest prezydent Indii, który jest zwierzchnikiem i naczelnym dowódcą sił zbrojnych Indii, mianuje rząd, swoich przedstawicieli na szczeblu lokalnym oraz sędziów. Realizuje swoje uprawnienia w konsultacji z Radą Ministrów. Prezydent wyłaniany jest przez kolegium elektorów, tworzone przez członków obu izb parlamentu i legislatur stanowych (Vidhan Sabha). Kadencja prezydenta wynosi 5 lat.
Faktyczną władzę wykonawczą w Indiach sprawuje premier, który przewodniczy Radzie Ministrów (Council of Ministers) i ma, w myśl Konstytucji, doradzać prezydentowi. Rada Ministrów składa się członków powoływanych i odwoływanych przez prezydenta, na wniosek premiera. Liczba członków Rady Ministrów nie może przekraczać 15% liczby członków Izby Ludowej. Członkowie Rady Ministrów muszą być członkami parlamentu – Konstytucja nakazuje rezygnację ministra, o ile w ciągu sześciu miesięcy po zaprzysiężeniu nie uzyska mandatu do parlamentu.
Skład Rady Ministrów oparty jest na wzorach westminsterskich i obejmuje stanowiska tzw. pełnych ministrów: ministrów i ministrów-sekretarzy stanu (Union Minister i Minister of State in charge of independent ministry/portfolio), którzy odpowiadają samodzielnie za działy administracji publicznej oraz na sekretarzy stanu (minister of state), odpowiedzialnych za działy administracji publicznej w ramach ministerstw kierowanych przez ministrów „gabinetowych”. Wszyscy ministrowie i sekretarze stanu są powoływani i odwoływani przez prezydenta na wniosek premiera.
Rząd jest odpowiedzialny przez Prezydentem, który może go odwołać w każdym czasie oraz politycznie przed Izbą Ludową, która dysponuje instrumentem wotum zaufania lub wotum nieufności.
W każdym stanie egzekutywa składa się z gubernatora (odpowiednik wojewody) – przedstawiciela rządu centralnego mianowanego i odwoływanego przez prezydenta oraz rządu z premierem na czele (Chief Minister – odpowiednik marszałka województwa), tworzonym przez partię/partie, który uzyskały większość w lokalnej legislaturze.
Stany dzielą się na dystrykty (zila, jest ich 626), w których szefem administracji jest District Collector (odpowiednik polskiego starosty). Jest on powoływany przez rząd centralny w porozumieniu z rządem stanowym, spośród urzędników Korpusu Służby Cywilnej (Indian Administrative Service – IAS).
Najniższym poziomem samorządu terytorialnego są gminy (villages na terenach wiejskich lub municipalities w obszarach miejskich). Władza wykonawcza należy w nich do urzędników należących do IAS.
Organami samorządu są:
- w przypadku terenów wiejskich – pochodzące z wyborów powszechnych wiejskie i okręgowe panczajaty (panchayat – odpowiednik Rady Gminy lub Rady Powiatu), których przewodniczący posiada uprawnienia wykonawcze;
- w przypadku terenów miejskich – pochodzące z wyborów Rady Miejskie (Nagar Panchayat, Municipal Councils, Municipal Corporations) oraz rady dzielnicowe (Ward Committees).

Uzupełnieniem administracji lokalnej są Komitety Planowania (Planning Committees), których celem jest konsolidacja planów rozwoju i zagospodarowania przestrzennego obszarów wiejskich i miejskich na poziomie dystryktów lub metropolii.

## Sądownictwo
Wymiar sprawiedliwości Indii jest jednolity dla całego państwa i składa się z:
- Sądu Najwyższego Indii (Supreme Court of India; prezes i 25 sędziów);
- sądów stanowych (High Courts);
- stanowych sądów okręgowych;
- trybunałów administracyjnych i sądów specjalnych.

Jednakowe prawo karne obowiązuje wszystkich obywateli Indii, natomiast prawo cywilne zależy od wyznawanej religii.
Prezydent Indii powołuje sędziów Sądu Najwyższego i sądów stanowych po zasięgnięciu opinii wybranych przez siebie sędziów Sądu Najwyższego lub sądów stanowych. Opinia prezesa Sądu Najwyższego, w przypadku wszystkich nominacji prócz nominacji prezesa Sądu Najwyższego, jest obligatoryjna. Sędziów sądów okręgowych powołuje gubernator stanu, po zasięgnięciu opinii sądu stanowego.
Sądy (Sąd Najwyższy, sądy stanowe) mają prawo weryfikacji, czy stanowione prawo lub działania rządu centralnego bądź stanowych jest zgodne z Konstytucją. Szczególną rolę pełni Sąd Najwyższy, którego orzeczenia w sprawach konstytucyjnych są wiążące dla całego kraju, o ile parlament nie odrzuci ich w głosowaniu.
Niektóre z sądów stanowych służą więcej niż jednemu stanowi, np. sąd w Mumbaju obejmuje swą jurysdykcją Maharasztrę, Goa, Dadra i Nagar Haveli oraz Daman i Diu. Sądy stanowe sprawują jurysdykcję właściwą i apelacyjną, aczkolwiek większość sądów okręgowych ma tylko jurysdykcję apelacyjną. Dodatkowo sądy stanowe sprawują właściwą jurysdykcję w sprawach skarbowych. Jurysdykcja sprawowana przez sądy stanowe może być zmieniana zarówno poprzez legislaturę unijną, jak i stanową.
Sędziowie Sądu Najwyższego pełnią swoje funkcje do ukończenia 65 roku życia, sędziowie sądów stanowych do ukończenia 62 roku życia. Sędziowie mogą zostać usunięci ze stanowiska przed upływem ww. okresu przez prezydenta na wniosek Lok Sabha, przegłosowany większością 2/3 głosów, przy czym kworum stanowi zwykła większość członków Izby. Podstawą usunięcia może być niestosowne zachowanie (misbehaviour) lub niezdolność do pełnienia funkcji (incapacity). Sprawy te reguluje Judges (Inquiry) Act z 1968 r. Sędziowie sądów stanowych mogą być przenoszeni pomiędzy sądami stanowymi decyzją prezydenta, po zasięgnięciu przez niego opinii prezesa Sądu Najwyższego.